# دوني أليسون
دوني أليسون (بالإنجليزية: Donnie Allison)‏ هو سائق سباق أمريكي، ولد في 7 سبتمبر 1939 في هويتاون في الولايات المتحدة.

## وصلات خارجية
- دوني أليسون على موقع Racing-Reference.info (الإنجليزية)
- دوني أليسون على موقع DriverDB.com (الإنجليزية)
- دوني أليسون على موقع قاعة فلوريدا للمشاهير الرياضية (الإنجليزية)
- دوني أليسون على موقع قاعة ألاباما للمشاهير الرياضية (مؤرشف) (الإنجليزية)